# Arabo

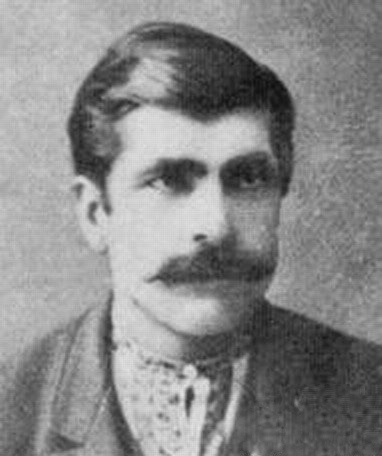
Arabo (circa 1890)

Arabo (armenisch Արաբօ; * 1863 als Ստեփանօս Մխիթարեան Stepanos Mchitarjan in Kurter bei Bitlis, Vilâyet Bitlis, Osmanisches Reich; † 1893 zwischen Hınıs und Muş), auch bekannt als Arakel, war ein  armenischer Freiheitskämpfer des späten 19. Jahrhunderts und einer der ersten Fedajin; er half bei der Verteidigung einheimischer Armenier gegen die Truppen des osmanischen Staates.

## Leben
Arabo studierte an der Arakeloz-Klosterschule in Musch. Seit den späten 1880er Jahren leitete er armenische Fedajin-Einheiten aus Sasun und Taron gegen die Unterdrückung der Armenier in den Sechs Vilâyets durch Sultan Abdülhamid II. Im Jahre 1892 wurde er von den türkischen Behörden verhaftet und zu  15 Jahren Gefängnis verurteilt, jedoch schaffte er es, aus dem Gefängnis zu entkommen und seine Tätigkeiten als Fedai fortzusetzen. 
Arabo wurde im Jahre 1893 bei einer Schlacht gegen kurdische Banden (eşkiya) auf dem Weg von Chnus nach Muş getötet.